# Джонглей
Джонглей (также Джонглий, Джунгали; англ. Jonglei) — одна из 12 провинций (англ. state — «штат») Южного Судана. Находится на востоке страны. 2 октября 2015 года от него были отделены штаты Восточный Бие, Западный Бие и Бома (штат). Первые два были возвращены в состав Джонглея мирным соглашением, подписанным 22 февраля 2020 года. Бома был преобразован в административный район Пибор, провозглашённый ещё в 2014 году лидером Народно-освободительное движение Судана в оппозиции Риеком Мачаром.
- Территория 122 479 км² (самый крупный штат в Южном Судане).
- Население 1 358 602 человек (на 2008 год).

Административный центр — город Бор. На западе штата, где находится географический центр страны, планируется строительство новой столицы Южного Судана города Рамсель.

## География
На востоке штат граничит с Эфиопией.

## Административное деление

- Айод[англ.]
- Акобо (округ)[англ.]
- Бор (округ)[англ.]
- Дук (округ)[англ.]
- Ньироль[англ.]
- Канал (округ)[англ.]
- Восточный Твик[англ.]
- Урор (округ)[англ.]
- Фангак (округ)[англ.]